# Canneto Pavese
Canneto Pavese ist eine norditalienische Gemeinde (comune) mit 1288 Einwohnern (Stand 31. Dezember 2023) in der Provinz Pavia in der Lombardei. Die Gemeinde liegt etwa 18 Kilometer südöstlich von Pavia in der Oltrepò Pavese und gehört zur Unione dei Comuni di Prima Collina und zur Comunità montana Oltrepò Pavese. Der Fluss Versa bildet die östliche Gemeindegrenze.

## Geschichte
1164 werden die Ortsteile Vigalone und Monteveneroso erstmals urkundlich erwähnt.